# Archipiélago Madrense

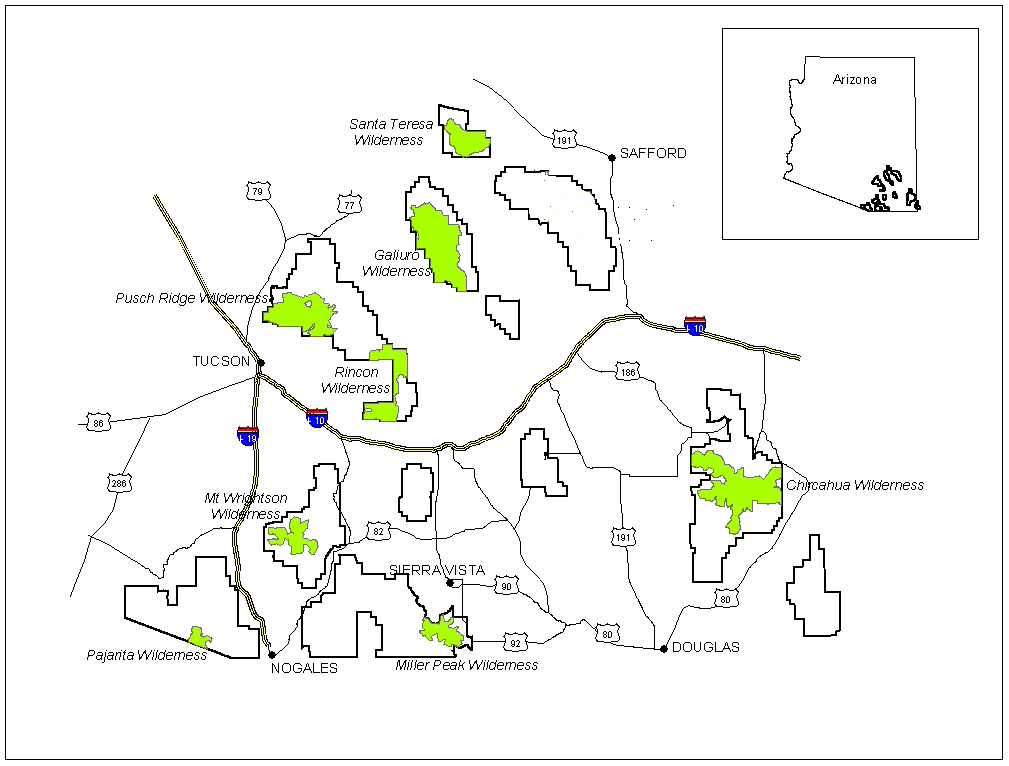

El archipiélago Madrense son un enclave de bosques de coníferas, que se encuentran en la cimas de las sierras y cadenas montañosas del sur de Arizona, suroeste de Nuevo México, y noroeste de México. Las islas del cielo están rodeadas en sus elevaciones por el desierto de Sonora y el desierto de Chihuahua.
Las islas del cielo son la parte más norteña de bosques de pinos y robles de la sierra Madre, que se clasifican como parte de la ecorregión de los bosques de pinos y robles de la Sierra Madre Occidental, del bioma de los bosques de coníferas tropicales y subtropicales. Las islas cielos están aislada de otros bosques de coníferas de la Sierra Madre al sur por el clima seco y caluroso de sus alrededores desde la última glaciación.
Se calcula que existen unas 27 islas del cielo madrenses e los Estados Unidos y 15 en el norte de México. Las principales cadenas montañosas con islas del cielo madrense en los Estados Unidos se encuentran la sierra de Baboquivari, sierra de Chiricahua, sierra de Huachuca, sierra de los Pinaleños, sierra de Santa Catalina, y la sierra de la Santa Rita